# Unua Libro
L'Unua Libro (Primer Llibre) va ser la primera publicació que va descriure l'idioma internacional esperanto (anomenat llavors Lingvo Internacia, "Idioma Internacional"). Va ser publicat inicialment en rus el 26 de juliol del 1887 a Varsòvia i amb el pas dels anys se'n van anar publicant edicions en hebreu, polonés, francés, alemany i anglés. Aquest manual incloïa el Parenostre, alguns versicles de la Bíblia, una carta, poesia, les 16 regles de l'esperanto i 900 arrels de vocabulari. L'autor, Ludwik Lejzer Zamenhof, va dir que "un idioma internacional, com un idioma nacional, és una propietat comuna". Zamenhof firmà el seu treball amb el pseudònim "Doktoro Esperanto" i el nom "esperanto" va quedar com a nom del mateix idioma (que en esperanto significa "el que té esperança" o "esperançat").
El 1905, Zamenhof tornà a publicar les 16 regles de la gramàtica, juntament amb un diccionari universal i una col·lecció d'exercicis en un treball titulat Fundamento de Esperanto (Fonament de l'Esperanto). En el primer Congrés Mundial d'Esperanto, a la ciutat de Boulogne-sur-Mer, aquell mateix any es va redactar una declaració que assenyala el següent:
L'únic fonament de la llengua esperanto, obligatori per sempre i per a tots els esperantistes, és l'obra "Fonament de l'Esperanto", en la qual ningú no té dret de fer canvis. Si algú es desvia de les regles i models donats en esta obra, no podrà mai justificar-se dient que "així ho aconsella o vol l'autor de l'esperanto". Qualsevol esperantista té el dret d'expressar en la manera que considere més justa tota idea que no puga ser expressada de manera adequada amb el material que hi ha en el "Fonament de l'Esperanto", igual com es fa en qualsevol altra llengua. En benefici de la plena unitat de la llengua, però, a tots els esperantistes es recomana d'imitar en tot el possible l'estil que hi ha en les obres del creador de l'esperanto, que és la persona que més ha treballat per l'esperanto i qui millor en coneix l'esperit.
Pel fet que Zamenhof declarés que un idioma internacional ha de ser una "propietat comuna" s'han fet comparacions entre l'esperanto i el que avui seria identificat com un projecte de codi obert (en realitat totes les llengües són així). Tanmateix, segons el context de la declaració, Zamenhof renunciava als seus drets i privilegis com a creador de l'idioma.

## Contingut
L'Unua Libro constava de 40 pàgines, cobertes i un gran full. Contenia:
- Pròleg (28 pàgines), al qual hi havia els primers textos en esperanto:
- Parenostre (oració),
- Els deu primers versicles del Gènesi,
- Model de carta,
- Mia penso (poesia original),
- Traduccions de textos de Heinrich Heine,
- Ho, mia kor' (poesia original),
- Vuit targetes que contenien la promesa d'aprendre la llengua si deu milions de persones fan públicament la mateixa promesa,
- Lliçons de Lingvo Internacia, que consistien en l'alfabet de l'esperanto i 16 regles bàsiques de gramàtica i de sintaxi (6 pàgines),
- Al full solt hi havia imprès un vocabulari esperanto-rus (947 mots).